# Danmark ved sommer-PL 2012
Danmark deltog med 28 atleter i otte sportsgrene ved sommer-PL i London 29. august til 9. september. Det danske PL-holds chef de mission var Michael Møllgaard Nielsen.

## Medaljer
| Medalje | Navn                    | Sportsgren | Disciplin    |
| ------- | ----------------------- | ---------- | ------------ |
| Guld    | Jackie Christiansen     | Atletik    | Kuglestød    |
| Bronze  | Daniel Wagner Jørgensen | Atletik    | Længdespring |
| Bronze  | Peter Rosenmeier        | Bordtennis | Single       |
| Bronze  | Annika Lykke Dalskov    | Ridesport  | Dressur      |
| Bronze  | Annika Lykke Dalskov    | Ridesport  | Kür          |

## Atletik
Olympic Stadium
- Mikael Krarup Andersen T11
  - nr. 6 i 1500 m på 4:16,12 min.
  - nr. 7 i 5000 m på 16:11,47 min.
- Jackie Christiansen F44
  - nr. 1 i kuglestød med 18,16 m .
- Jacob Dahl F54
  - nr. 12 i kuglestød med 9,0 m
  - nr. 14 i spydkast med 17,73 m.
- Ronni Jensen F37
  - nr. 10 i diskoskast med 42,51 m.
- Daniel Wagner Jørgensen F42/T42
  - nr. 3 i længdespring med 6,11 m .
  - nr. 7 i 200 m på 26,46 sek.
  - nr. 9 i 100 m på 13,21 sek.
- Marianne Maibøll T54
  - nr. 13 i 400 m kørestolsrace på 1:02,35 min.
  - nr. 16 i 800 m kørestolsrace på 2:06,88 min.
  - nr. 11 i 100 m kørestolsrace på 19,07 sek.

Klassificering
T (Track) bruges om løb, F (inField) bruges om spring og kast. Blinde har koden 11, gående spastikere med halvsidig lammelse har 37, ét ben amputeret over knæet er 42, ét ben amputeret under knæet er 44, og kørestolsbrugere med normale arme, men med lammelser fra brystet er 54.

## Bordtennis
ExCeL
- Peter Grud Rosenmeier
  - nr. 3 i single, klasse 6 .

Klassificering
Klasse 1-5 er for siddende spillere, klasse 6-10 er for stående. Klasse 6-spillere har alvorlige handicap på både arme og ben, klasse 10-spillere har oftest kun et handicap i den arm, de ikke spiller med.

## Cykelsport
Brands Hatch – landevejsløb
- Thomas Gerlach H3 (håndcykling).
  - nr. 6 i 16 km enkeltstart på 28:10,82 min.
  - nr. 7 i 64 km landevejsløb på 2:03:49 timer.
- Alan Schmidt T1 (tricykling).
  - nr. 17 i 8 km enkeltstart på 18:45,77 min.
  - 24 km landevejsløb DNF.

Klassificering
Cykelryttere med handicap, der stadig tillader brug af 'almindelige' cykler, klassificeres C1-C5. Cykelryttere med balanceproblemer fx spastikere er T1-T2, og bruger tricykler. Cykelryttere, der ikke kan bruge benene, er H1-H4, og bruger hånddrevne cykler. Til sidst anvendes klassificeringen B om cykelryttere med synshandicap. De bruger tandemcykler med en seende tandempilot. Jo lavere tal, jo mere besværet er cykelrytteren af sit handicap

## Goalball
Copper Box
Damelandsholdet
- Karina Jørgensen
- Maria Larsen
- Mette Præstegaard Nissen
- Kamilla Bradt Ryding
- Elisabeth Weichel

| Gruppe C | Gruppe C       | Gruppe C  | Gruppe C |
| Dato     | Hold 1         | Hold 2    | Resultat |
| -------- | -------------- | --------- | -------- |
| 30.8     | Danmark        | Brasilien | 0-2      |
| 1.9      | Danmark        | Finland   | 2-3      |
| 3.9      | Kina           | Danmark   | 8-1      |
| 4.9      | Storbritannien | Danmark   | 5-0      |

Damelandsholdet sluttede PL på en tiendeplads.

## Ridesport
Greenwich Park.
- Annika Lykke Dalskov grade III, med Aros A'Fenris.
  - nr. 3 i mesterskabsklasse, hold med 72,889 procent.
  - nr. 3 i individuel mesterskabsklasse med 71,233 procent .
  - nr. 3 i kür med 76,950 procent .
- Line Thorning Jørgensen grade IV, med Di Caprio.
  - nr. 5 i mesterskabsklasse, hold med 66,406 procent.
  - nr. 5 i individuel mesterskabsklasse med 70,258 procent.
  - nr. 4 i kür med 76,800 procent.
- Caroline Cecilie Nielsen grade II, med Leon.
  - nr. 10 i mesterskabsklasse, hold med 66,190 procent.
  - nr. 10 i individuel mesterskabsklasse med 69,048 procent.
  - nr. 13 i kür med 64,850 procent.
- Liselotte Scharff Rosenhart grade Ia, med Priors Lady Rawage.
  - nr. 7 i mesterskabsklasse, hold med 68,765 procent.
  - nr. 5 i individuel mesterskabsklasse med 70,000 procent.
  - nr. 13 i kür med 65,100 procent.
- Susanne Jensby Sunesen grade III, med Thy's Que Faire.
  - nr. 5 i mesterskabsklasse, hold med 71,333 procent.
  - nr. 4 i individuel mesterskabsklasse med 69,700 procent.
  - nr. 5 i kür med 73,550 procent.

Klassificering
Equestrian Riding grade Ia har enten meget dårlig kropsbalance og/eller nedsat funktion af alle fire lemmer. Grade IV har kun nedsat funktion på et eller to lemmer, evt. nedsat syn
.

## Sejlsport
Weymouth og Portland, Dorset
- Jens Als Andersen – 2.4 mR.

| Sejlads | Sejlads | Sejlads | Sejlads | Sejlads | Sejlads | Sejlads | Sejlads | Sejlads | Sejlads | Sejlads |
| 1       | 2       | 3       | 4       | 5       | 6       | 7       | 8       | 9       | 10      | 11      |
| ------- | ------- | ------- | ------- | ------- | ------- | ------- | ------- | ------- | ------- | ------- |
| 13      | 14      | 9       | 14      | 2       | 10      | 9       | 14      | 5       | 11      | 11*     |

- Aflyst på grund af manglende vind. Samlet resultat efter 10 sejladser tæller[7].

## Skydning
Royal Artillery Barracks
SH1 (Skytter med normal styrke og funktion i arme og hænder, men skyder evt. fra kørestol)
- Berit Kirstine Gejl R3/R6
  - nr. 31 med 595 point i 60 skud liggende, 10 m luftgevær.
  - nr. 46 med 567 point i English Match (60 skud liggende 50m – kaliber 22).

SH2 (Skytter med nedsat styrke og /eller funktion i arme og hænder. Riflens vægt støttes af et stativ)
- Jonas Legaard Andersen R5
  - nr. 9 med 600 point i 60 skud liggende, 10 m luftgevær.

## Svømning
Aquatics Centre
- Lasse Winther Andersen SM10/S10
  - nr. 14 i 200 m indiv. medley på 2:25,36 min.
  - nr. 16 i 50 m fri på 26,19 sek.
  - nr. 11 i 100 m butterfly på 1:00,01 min.
  - nr. 14 i 100 m ryg på 1:06,41 min.
  - nr. 17 i 100 m fri på 56,99 sek.
  - nr. 10 i 4x100 m medley på 4:43,18 min.
- Mikkel Hollbaum Asmussen S8/SB7
  - 100 m butterfly – DNS.
  - nr. 10 i 100 m bryst på 1:30,37 min.
  - nr. 8 i 100 m ryg på 1:12,09 min.
  - nr. 10 i 4x100 m medley på 4:43,18 min.
- Jonas Larsen S5/SM4
  - nr. 13 i 50 m fri på 40,48 sek.
  - nr. 9 i 200 m fri på 3:15,56 min.
  - nr. 6 i 150 m indiv. medley på 2:46,15 min.
  - nr. 7 i 50 m ryg på 42,93 sek.
  - nr. 9 i 100 m fri på 1:28,49 min.
- Niels Korfitz Mortensen S8/SM8
  - nr. 15 i 100 m butterfly på 1:08,75 min.
  - nr. 14 i 50 m fri på 29,24 sek.
  - nr. 6 i 100 m ryg på 1:11,56 min.
  - nr. 13 i 200 m indiv. medley på 2:39,92 min.
  - nr. 11 i 100 m fri på 1:04,36 min.
  - nr. 10 i 4x100 m medley på 4:43,18 min.
- Amalie Østergaard Vinther S8/SM8
  - nr. 13 i 100 m butterfly på 1:23,74 min.
  - nr. 9 i 400 m fri på 5:28,03 min.
  - nr. 12 i 50 m fri på 33,10 sek.
  - nr. 10 i 200 m indiv. medley på 3:15,24 min.
  - nr. 7 i 100 m fri på 1:11,30 min.
- Kasper Zysek S9
  - nr. 7 i 400 m fri på 4:23,13 min.
  - nr. 10 i 4x100 m medley på 4:43,18 min.

Klassificering
Fysiske handicap klassificeres S1-S10, S1 er mest besværet af sit handicap, S10 er mindst. Synshandicap går fra S11 (blind) til S13 (svagtseende). Brystsvømning og individuel medley kræver særlige klasser, fx SB8 og SM10. En svømmer kan sagtens være klassificeret både S6, SB4 og SM5 på samme tid.